# Damián Pérez
Damián Alfredo Pérez (Lanús, Buenos Aires, Argentina, 22 de diciembre de 1988) es un futbolista argentino. Juega como defensor y actualmente milita en el Defensa y Justicia de la Liga Profesional de Argentina.

## Trayectoria
Comenzó su carrera futbolística en el Arsenal de Sarandí. Debutó en Primera División el 14 de septiembre de 2008, en un empate a dos goles frente al C. A. River Plate disputado en el estadio Julio Humberto Grondona válido por el Torneo Apertura 2008. Ingresó desde el banco de suplentes a los 79 minutos de juego en reemplazo de Facundo Sava y vistió la camiseta número 26.
Llegó al C. A. Vélez Sarsfield el 8 de julio de 2015, tras quedar libre en el Arsenal de Sarandí. En la segunda parte de la temporada 2018 fichó por el Colo-Colo y debutó contra Unión La Calera en una victoria de su equipo por 2-1. 
El 18 de julio de 2019 se anunció su incorporación al Real Sporting de Gijón de la Segunda División de España. En las filas del conjunto gijonés disputó un total de 29 partidos sumando casi 2.500 minutos sobre el terreno de juego, además dio una asistencia. El defensa argentino no continuaría en el conjunto español al término de la temporada 2019-20.
El 27 de octubre de 2020, se hace oficial su fichaje por Godoy Cruz de la Liga Profesional de Argentina. El 9 de febrero, retornó a Arsenal de Sarandí en un contrato por un año. El 24 de diciembre de 2022, es anunciado como nuevo jugador de Independiente.
De cara a la temporada 2025, el jugador se incorporó a Defensa y Justicia.

## Estadísticas
Actualizado al último partido disputado el 26 de noviembre de 2023.
| Arsenal de Sarandí Argentina | 1.ª           | 2008          | 1   | 0 | 0  | —  | —  | —  | —  | —  | —  | 1   | 0 | 0  |
| Arsenal de Sarandí Argentina | 1.ª           | 2008-09       | 2   | 0 | 0  | 1  | 0  | 0  | 2  | 0  | 0  | 5   | 0 | 0  |
| Arsenal de Sarandí Argentina | 1.ª           | 2009-10       | 6   | 0 | 0  | —  | —  | —  | —  | —  | —  | 6   | 0 | 0  |
| Arsenal de Sarandí Argentina | 1.ª           | 2010-11       | 20  | 0 | 0  | —  | —  | —  | —  | —  | —  | 20  | 0 | 0  |
| Arsenal de Sarandí Argentina | 1.ª           | 2011-12       | 32  | 1 | 0  | —  | —  | —  | 10 | 0  | 0  | 42  | 1 | 0  |
| Arsenal de Sarandí Argentina | 1.ª           | 2012-13       | 30  | 0 | 2  | 6  | 0  | 0  | 5  | 0  | 0  | 41  | 0 | 2  |
| Arsenal de Sarandí Argentina | 1.ª           | 2013-14       | 31  | 1 | 1  | 2  | 0  | 0  | 8  | 0  | 0  | 41  | 1 | 1  |
| Arsenal de Sarandí Argentina | 1.ª           | 2014          | 18  | 0 | 1  | —  | —  | —  | —  | —  | —  | 18  | 0 | 1  |
| Arsenal de Sarandí Argentina | 1.ª           | 2015          | 12  | 1 | 0  | —  | —  | —  | —  | —  | —  | 12  | 1 | 0  |
| Arsenal de Sarandí Argentina | 1.ª           | 2022          | 24  | 0 | 3  | 14 | 0  | 0  | —  | —  | —  | 38  | 0 | 3  |
| Arsenal de Sarandí Argentina | Total club    | Total club    | 176 | 3 | 7  | 23 | 0  | 0  | 25 | 0  | 0  | 224 | 3 | 7  |
| Vélez Sarsfield Argentina | 1.ª           | 2015          | 9   | 1 | 0  | 2  | 0  | 0  | —  | —  | —  | 11  | 1 | 0  |
| Vélez Sarsfield Argentina | 1.ª           | 2016          | 14  | 0 | 0  | 1  | 0  | 0  | —  | —  | —  | 15  | 0 | 0  |
| Vélez Sarsfield Argentina | Total club    | Total club    | 23  | 1 | 0  | 3  | 0  | 0  | __ | __ | __ | 26  | 1 | 0  |
| Xolos Tijuana · México | 1.ª           | 2016-17       | 36  | 1 | 0  | 3  | 0  | 0  | —  | —  | —  | 39  | 1 | 0  |
| Xolos Tijuana · México | 1.ª           | 2017-18       | 37  | 1 | 2  | 7  | 1  | 0  | 4  | 0  | 0  | 45  | 2 | 2  |
| Xolos Tijuana · México | Total club    | Total club    | 73  | 2 | 2  | 7  | 1  | 0  | 4  | 0  | 0  | 84  | 3 | 2  |
| Colo-Colo · Chile | 1.ª           | 2018          | 13  | 0 | 1  | —  | —  | —  | 3  | 0  | 1  | 16  | 0 | 2  |
| Colo-Colo · Chile | Total club    | Total club    | 13  | 0 | 1  | __ | __ | __ | 3  | 0  | 1  | 16  | 0 | 2  |
| San Lorenzo Argentina | 1.ª           | 2019          | 5   | 0 | 1  | 3  | 0  | 0  | 5  | 0  | 1  | 13  | 0 | 2  |
| San Lorenzo Argentina | Total club    | Total club    | 5   | 0 | 1  | 3  | 0  | 0  | 5  | 0  | 1  | 13  | 0 | 2  |
| Real Sporting de Gijón España | 2.ª           | 2019-20       | 29  | 0 | 1  | 1  | 0  | 0  | —  | —  | —  | 30  | 0 | 1  |
| Real Sporting de Gijón España | Total club    | Total club    | 29  | 0 | 1  | 1  | 0  | 0  | __ | __ | __ | 30  | 0 | 1  |
| Godoy Cruz Argentina | 1.ª           | 2020          | —   | — | —  | 9  | 0  | 1  | —  | —  | —  | 9   | 0 | 1  |
| Godoy Cruz Argentina | 1.ª           | 2021          | 18  | 1 | 0  | 13 | 0  | 0  | —  | —  | —  | 31  | 1 | 0  |
| Godoy Cruz Argentina | Total club    | Total club    | 18  | 1 | 0  | 22 | 0  | 1  | __ | __ | __ | 40  | 1 | 1  |
| Independiente Argentina | 1.ª           | 2023          | 7   | 0 | 0  | 15 | 0  | 0  | —  | —  | —  | 22  | 0 | 0  |
| Independiente Argentina | Total club    | Total club    | 7   | 0 | 0  | 15 | 0  | 0  | 0  | 0  | 0  | 22  | 0 | 0  |
| Total carrera | Total carrera | Total carrera | 344 | 7 | 12 | 74 | 1  | 1  | 37 | 0  | 2  | 455 | 8 | 15 |
| (1) Incluye datos de Copa Argentina, Supercopa de Argentina, Copa México y Copa de la Superliga Argentina. (2) Incluye datos de Copa Sudamericana, Copa Libertadores y Liga de Campeones de la Concacaf. (3) No incluye goles en partidos amistosos. |               |               |     |   |    |    |    |    |    |    |    |     |   |    |

## Palmarés

### Campeonatos nacionales
| Título              | Club               | País      | Año    |
| ------------------- | ------------------ | --------- | ------ |
| Primera División    | Arsenal de Sarandí | Argentina | C-2012 |
| Supercopa Argentina | Arsenal de Sarandí | Argentina | 2012   |
| Copa Argentina      | Arsenal de Sarandí | Argentina | 2013   |